# Dapp
Dapp est un hameau (hamlet) du Comté de Westlock, situé dans la province canadienne d'Alberta.

## Démographie
En tant que localité désignée dans le recensement de 2011, Dapp a une population de 34 habitants dans 14 de ses 14 logements, soit une variation de 30.8% par rapport à la population de 2006. Avec une superficie de 0,276 9 km2, le hameau possède une densité de population de 122,788 0 hab/km2 en 2011.
Concernant le recensement de 2006, Dapp abritait 26 habitants dans 10 de ses 10 logements. Avec une superficie de 0,276 9 km2, le hameau possédait une densité de population de 93,9 hab/km2 en 2006.

## Géographie
Situer à 620 m d'altitude, Dapp, est à proximité directe de la route 2 de l'Alberta via la 661, elle est à 21 km au nord de Westlock et 93 km au Nord-Ouest de Edmonton. Une ligne de chemin de fer passe le long de la ville mais il n'y a aucun arrêt, il faut aller jusqu'à Westlock pour prendre un train en direction de Edmonton, Slave Lake, Peace River ou Hay Rriver. Sur les rives de la Pembina river; affluent de la rivière Athabasca donc reliée au lac Athabasca qui se jette dans la baie de Hudson.